# Firenze Rovezzano
Firenze Rovezzano (włoski: Stazione di Firenze Rovezzano) – stacja kolejowa we Florencji, w regionie Toskania, we Włoszech. Stacja posiada 3 perony.
| Firenze Rovezzano                   |  |                               |
| Linia Florencja - Rzym (307,040 km) |  |                               |
| Firenze Campo Marte                 |  | Compiobbi odległość: 4,951 km |